# Пяскі-Духовне
Пяскі-Духовне (пол. Piaski Duchowne) — село в Польщі, у гміні Брохув Сохачевського повіту Мазовецького воєводства.
Населення — 39 осіб (2011).
У 1975-1998 роках село належало до Варшавського воєводства.

## Демографія
Демографічна структура станом на 31 березня 2011 року:
|          | Загалом | Допрацездатний вік | Працездатний вік | Постпрацездатний вік |
| -------- | ------- | ------------------ | ---------------- | -------------------- |
| Чоловіки | 22      | 2                  | 15               | 5                    |
| Жінки    | 17      | 0                  | 8                | 9                    |
| Разом    | 39      | 2                  | 23               | 14                   |